# العلاقات البرازيلية التشيلية
العلاقات البرازيلية التشيلية هي العلاقات الثنائية التي تجمع بين البرازيل وتشيلي.

## مقارنة بين البلدين
هذه مقارنة عامة ومرجعية للدولتين:
| وجه المقارنة                                              | البرازيل | تشيلي                         |
| --------------------------------------------------------- | --- | ----------------------------- |
| المساحة (كم2)                                             | 8.52 مليون | 756.10 ألف                    |
| عدد السكان (نسمة)                                         | 202.66 مليون | 17.37 مليون                   |
| الكثافة السكانية (ن./كم²)                                 | 23.79 | 22.97                         |
| العاصمة                                                   | برازيليا، ريو دي جانيرو | سانتياغو                      |
| اللغة الرسمية                                             | برتغالية برازيلية، Brazilian Sign Language ‏ | اللغة الإسبانية               |
| العملة                                                    | ريال برازيلي، كروزيرو ريال برازيلي ‏، كروزيرو البرازيلية (1990–1993)، البرازيلي كروزادو نوفو، كروزادو برازيلي، cruzeiro ‏، كروزيرو البرازيلية (1942–1967)، الريال البرازيلي (قديم) | بيزو تشيلي، وحدة حساب تشيلية ‏ |
| الناتج المحلي الإجمالي (بليون دولار)                      | 2.06 تريليون | 277.08 مليار                  |
| الناتج المحلي الإجمالي (تعادل القوة الشرائية) بليون دولار | 3.22 تريليون | 419.39 مليار                  |
| الناتج المحلي الإجمالي الاسمي للفرد دولار أمريكي          | 8.54 ألف | 13.42 ألف                     |
| الناتج المحلي الإجمالي للفرد دولار أمريكي                 | 15.89 ألف | 22.07 ألف                     |
| مؤشر التنمية البشرية                                      | 0.754 | 0.832                         |
| رمز المكالمات الدولي                                      | +55 | +56                           |
| رمز الإنترنت                                              | .br | .cl                           |
| المنطقة الزمنية                                           | | 00، 00، 00، 00                |

## مدن متوأمة
في ما يلي قائمة باتفاقيات التوأمة بين مدن برازيلية وتشيلية:
- ترتبط كاسكافل مع كونثبثيون باتفاقية توأمة.
- ترتبط سانتا ماريا، ريو غراندي دو سول مع نيونيوآ باتفاقية توأمة.
- ترتبط فيتوريا، البرازيل مع إيكويكو باتفاقية توأمة.
- ترتبط برازيليا مع سانتياغو باتفاقية توأمة منذ 2004.
- ترتبط ريو دي جانيرو مع بويرتو فاراس باتفاقية توأمة منذ 1969.
- ترتبط ساو باولو مع سانتياغو باتفاقية توأمة منذ 2004.[16][16][16][16]
- ترتبط سالفادور مع فالبارايسو باتفاقية توأمة.
- ترتبط كامبو غراندي مع إيكويكو باتفاقية توأمة.

## منظمات دولية مشتركة
يشترك البلدان في عضوية مجموعة من المنظمات الدولية، منها:
| علم المنظمة | اسم المنظمة                                                          | تاريخ انضمام البرازيل | تاريخ انضمام تشيلي |
| ----------- | -------------------------------------------------------------------- | --------------------- | ------------------ |
|             | مجموعة دول الأنديز                                                   | ?                     | ?                  |
|             | وكالة حظر الأسلحة النووية في أمريكا اللاتينية ومنطقة البحر الكاريبي ‏ | ?                     | ?                  |
|             | الاتحاد البريدي العالمي                                              | ?                     | ?                  |
|             | يونسكو                                                               | 4 نوفمبر 1946         | 7 يوليو 1953       |
|             | البنك الدولي للإنشاء والتعمير                                        | 14 يناير 1946         | 31 ديسمبر 1945     |
|             | منظمة التجارة العالمية                                               | ?                     | ?                  |
|             | وكالة ضمان الاستثمار متعدد الأطراف                                   | 7 يناير 1993          | 12 أبريل 1988      |
|             | اتحاد دول أمريكا الجنوبية                                            | ?                     | ?                  |
|             | الاتحاد الدولي للاتصالات                                             | 4 يوليو 1877          | 1908               |
|             | منظمة الشرطة الجنائية الدولية                                        | ?                     | ?                  |
|             | مؤسسة التمويل الدولية                                                | 31 ديسمبر 1956        | 15 أبريل 1957      |
|             | الأمم المتحدة                                                        | 24 أكتوبر 1945        | 24 أكتوبر 1945     |
|             | مؤسسة التنمية الدولية                                                | 15 مارس 1963          | 30 ديسمبر 1960     |
|             | الفريق المعني برصد الأرض                                             | ?                     | ?                  |
|             | منظمة حظر الأسلحة الكيميائية                                         | ?                     | ?                  |

## أعلام
هذه قائمة لبعض الشخصيات التي تربطها علاقات بالبلدين:
- غابرييل غونزاليز (سياسي تشيلي، 22 نوفمبر 1898[22] – 22 أغسطس 1980[23][22])

## وصلات خارجية
- موقع وزارة الخارجية البرازيلية
- موقع وزارة الخارجية التشيلية